# Мора, Хорхе
Хорхе Давид Мора Гарсия (исп. Jorge David Mora Garcia; род. 26 июля 2006) — парагвайский футболист, нападающий клуба «Фламенго».

## Клубная карьера
Мора — воспитанник клуба «Соль де Америка». 9 мая 2023 года в матче против «Депортиво Сантани» он дебютировал в парагвайской Примере. В начале 2025 года Мора перешёл в бразильский «Фламенго».

## Международная карьера
В 2023 году в составе юношеской сборной Парагвая Мора принял участие в домашнем юношеском чемпионате Южной Америки. На турнире он сыграл в матчах против сборных Бразилии, Чили, Боливии, Перу, Эквадора, а также дважды Венесуэлы и Аргентины. В поединке против перуанцев Хорхе забил гол.